# ゼダーン
ゼダーン (Zeddaan) はフランス生産の競走馬および種牡馬である。
競走馬時代にプール・デッセ・デ・プーラン（フランス2000ギニー）、イスパーン賞など重賞を5勝。イスパーン賞優勝時はロンシャン競馬場・1850メートルのコースレコードで走破した。
1969年にフランスで種牡馬となる。初年度産駒でプール・デッセ・デ・プーラン父子制覇などG1競走3勝を挙げたカラムーン (Kalamoun) など同地では通算3頭のG1競走優勝馬を輩出した。1979年に日本に輸出され、こちらでもエリザベス女王杯優勝馬のキョウワサンダーや 障害競走の名馬ヤマニンアピールなどの産駒を輩出し、成功を収めた。
1984年に死亡。種牡馬としても成功したカラムーンを通じて、日本、フランス、オセアニアなどで父系が受け継がれている。

## 主な優勝競走
- プール・デッセ・デ・プーラン
- イスパーン賞
- ロベール・パパン賞
- ボワ賞
- セーヌ＝エ＝オワーズ賞

## 主な産駒
- Kalamoun（1970年産 プール・デッセ・デ・プーラン-仏G1、ジャック・ル・マロワ賞仏G1、リュパン賞仏G1）
- Virgin Horse（1974年産 カルバドス賞-仏G3）
- Nishapour（1975年産 プール・デッセ・デ・プーラン）
- Nadjar（1976年産 イスパーン賞-仏G1、ジャック・ル・マロワ賞、リゾランジ賞・仏G3）
- Standaan（1976年産 パレスハウスステークス-英G3）
- Masseem（1978年産 チェリーヒントンステークス-英G3）
- Dom Cimarosa（1979年産 スウーンズサンハンデキャップ・米G3）
- キョウワサンダー（1981年産 エリザベス女王杯）
- クラウンエクシード（1981年産 ウインターステークス）
- ヤマニンアピール（1983年産 中山大障害・秋、京都大障害・春、京都大障害・秋、阪神障害ステークス・春）
- タニノスイセイ（1983年産 朝日チャレンジカップ、北九州記念）
- パッシングパワー（1983年産 金鯱賞）

### ホモ芦毛
ゼダーンは芦毛の遺伝子がホモ接合型のため、産駒の毛は全て芦毛である。

## 血統表
| ゼダーンの血統                       | ゼダーンの血統                                                          | ゼダーンの血統                                                          | （血統表の出典）                                                        | （血統表の出典） |
| 父系                                 | グレイソヴリン系                                                        | グレイソヴリン系                                                        | グレイソヴリン系                                                        | [ § 2 ]          |
| 父 Grey Sovereign 1948 芦毛 イギリス | 父の父Nasrullah 1940 鹿毛 イギリス                                      | Nearco                                                                  | Pharos                                                                  | Pharos           |
| 父 Grey Sovereign 1948 芦毛 イギリス | 父の父Nasrullah 1940 鹿毛 イギリス                                      | Nearco                                                                  | Nogara                                                                  |                  |
| 父 Grey Sovereign 1948 芦毛 イギリス | 父の父Nasrullah 1940 鹿毛 イギリス                                      | Mumtaz Begum                                                            | Blenheim                                                                | Blenheim         |
| 父 Grey Sovereign 1948 芦毛 イギリス | 父の父Nasrullah 1940 鹿毛 イギリス                                      | Mumtaz Begum                                                            | Mumtaz Mahal                                                            |                  |
| 父 Grey Sovereign 1948 芦毛 イギリス | 父の母Kong 1933 芦毛 イギリス                                           | Baytown                                                                 | Achtoi                                                                  | Achtoi           |
| 父 Grey Sovereign 1948 芦毛 イギリス | 父の母Kong 1933 芦毛 イギリス                                           | Baytown                                                                 | Princess Herodias                                                       |                  |
| 父 Grey Sovereign 1948 芦毛 イギリス | 父の母Kong 1933 芦毛 イギリス                                           | Clang                                                                   | Hainault                                                                | Hainault         |
| 父 Grey Sovereign 1948 芦毛 イギリス | 父の母Kong 1933 芦毛 イギリス                                           | Clang                                                                   | Vibration                                                               |                  |
| 母 Vareta 1953 芦毛 フランス         | 母の父Vilmorin 1943 芦毛 イギリス                                       | Gold Bridge                                                             | Golden Boss                                                             | Golden Boss      |
| 母 Vareta 1953 芦毛 フランス         | 母の父Vilmorin 1943 芦毛 イギリス                                       | Gold Bridge                                                             | Flying Diadem                                                           |                  |
| 母 Vareta 1953 芦毛 フランス         | 母の父Vilmorin 1943 芦毛 イギリス                                       | Queen of the Meadows                                                    | Fairway                                                                 | Fairway          |
| 母 Vareta 1953 芦毛 フランス         | 母の父Vilmorin 1943 芦毛 イギリス                                       | Queen of the Meadows                                                    | Queen of the Blues                                                      |                  |
| 母 Vareta 1953 芦毛 フランス         | 母の母Veronique 1937 鹿毛 フランス                                      | Mon Talisman                                                            | Craig an Eran                                                           | Craig an Eran    |
| 母 Vareta 1953 芦毛 フランス         | 母の母Veronique 1937 鹿毛 フランス                                      | Mon Talisman                                                            | Ruthene                                                                 |                  |
| 母 Vareta 1953 芦毛 フランス         | 母の母Veronique 1937 鹿毛 フランス                                      | Volubilis                                                               | Alcantara                                                               | Alcantara        |
| 母 Vareta 1953 芦毛 フランス         | 母の母Veronique 1937 鹿毛 フランス                                      | Volubilis                                                               | Polyflora F-No.11-g                                                     |                  |
| 母系(F-No.)                          | 11号族(FN:11-g)                                                         | 11号族(FN:11-g)                                                         | 11号族(FN:11-g)                                                         | [ § 3 ]          |
| 5代内の近親交配                      | Pharos・Fairway4×4=12.50%（全兄弟クロス）、Poor Boy・Alcantara5×4=9.38% | Pharos・Fairway4×4=12.50%（全兄弟クロス）、Poor Boy・Alcantara5×4=9.38% | Pharos・Fairway4×4=12.50%（全兄弟クロス）、Poor Boy・Alcantara5×4=9.38% | [ § 4 ]          |
| 出典                                 | 1. 2. 3. 4.                                                             | 1. 2. 3. 4.                                                             | 1. 2. 3. 4.                                                             | 1. 2. 3. 4.      |

半妹アシャラズ (Asharaz) の産駒にカドラン賞 (G1) など重賞3勝のシャファラズ (Shafaraz) がいる。父はナスルーラ系の主要種牡馬の1頭。多くの産駒に芦毛を伝え、芦毛中興の祖ともなった。母はフォレ賞の優勝馬。その半妹ケアレスラブ (Careless Love) もアスタルテ賞に優勝しており、近親には数々の活躍馬がいる。